# Сельское поселение Нижнекулойское
Сельское поселение Нижнекулойское — сельское поселение в составе Верховажского района Вологодской области.
Центр — деревня Урусовская.
Образовано 1 января 2006 года в соответствии с Федеральным законом № 131 «Об общих принципах организации местного самоуправления в Российской Федерации».
В состав сельского поселения вошёл Нижнекулойский сельсовет.
По данным переписи 2010 года население — 776 человек.

## География
Расположено в северо-западной части района. Граничит:
- на севере с Архангельской областью,
- на востоке с Коленгским сельским поселением,
- на юге с Сибирским сельским поселением,
- на западе с Нижне-Важским сельским поселением.

## Населённые пункты
В 1999 году был утверждён список населённых пунктов Вологодской области. С тех пор состав Нижнекулойского сельсовета не изменялся.
В состав сельского поселения входят 16 деревень.
| Населённый пункт         | ОКАТО          | Рег. номер | Расстояние до районного центра, км | Расстояние до центра поселения, км | Координаты                      |
| ------------------------ | -------------- | ---------- | ---------------------------------- | ---------------------------------- | ------------------------------- |
| деревня Босыгинская      | 19 216 828 002 | 1465       | 40                                 | 2                                  | 60°43′31″ с. ш. 42°34′13″ в. д. |
| деревня Бревновская      | 19 216 828 003 | 1466       | 38                                 | 6                                  | 60°40′26″ с. ш. 42°36′19″ в. д. |
| деревня Высотинская      | 19 216 828 004 | 1467       | 39                                 | 5                                  | 60°40′43″ с. ш. 42°36′42″ в. д. |
| деревня Герасимовская    | 19 216 828 005 | 1468       | 43                                 | 5                                  | 60°45′12″ с. ш. 42°34′23″ в. д. |
| деревня Грихневская      | 19 216 828 006 | 1469       | 35                                 | 9                                  | 60°39′01″ с. ш. 42°35′16″ в. д. |
| деревня Другосимоновская | 19 216 828 007 | 1470       | 32                                 | 6                                  | 60°40′30″ с. ш. 42°32′36″ в. д. |
| деревня Дуравинская      | 19 216 828 008 | 1471       | 32                                 | 6                                  | 60°40′22″ с. ш. 42°32′35″ в. д. |
| деревня Дьяконовская     | 19 216 828 009 | 1472       | 37                                 | 1                                  | 60°42′25″ с. ш. 42°35′14″ в. д. |
| деревня Ивонинская       | 19 216 828 010 | 1473       | 4                                  | 7                                  | 60°45′56″ с. ш. 42°33′21″ в. д. |
| деревня Игнатовская      | 19 216 828 011 | 1474       | 35                                 | 9                                  | 60°38′51″ с. ш. 42°35′26″ в. д. |
| деревня Клюкинская       | 19 216 828 012 | 1475       | 40                                 | 6                                  | 60°40′15″ с. ш. 42°37′21″ в. д. |
| деревня Ореховская       | 19 216 828 014 | 1476       | 39,5                               | 1,5                                | 60°43′15″ с. ш. 42°34′50″ в. д. |
| деревня Симоновская      | 19 216 828 015 | 1477       | 3                                  | 5                                  | 60°40′38″ с. ш. 42°32′58″ в. д. |
| деревня Титовская        | 19 216 828 016 | 1478       | 36                                 | 8                                  | 60°39′01″ с. ш. 42°34′35″ в. д. |
| деревня Урусовская       | 19 216 828 001 | 1464       | 38                                 | —                                  | 60°42′38″ с. ш. 42°35′52″ в. д. |
| деревня Щекотовская      | 19 216 828 017 | 1479       | 44                                 | 6                                  | 60°45′41″ с. ш. 42°34′18″ в. д. |